# Spindasis negrita
Spindasis negrita är en fjärilsart som beskrevs av Felder. Spindasis negrita ingår i släktet Spindasis och familjen juvelvingar. Inga underarter finns listade i Catalogue of Life.